# Lepidogobius lepidus
Lepidogobius lepidus är en fiskart som först beskrevs av Girard, 1858.  Lepidogobius lepidus ingår i släktet Lepidogobius och familjen smörbultsfiskar. Inga underarter finns listade i Catalogue of Life.